# Anna Seghers

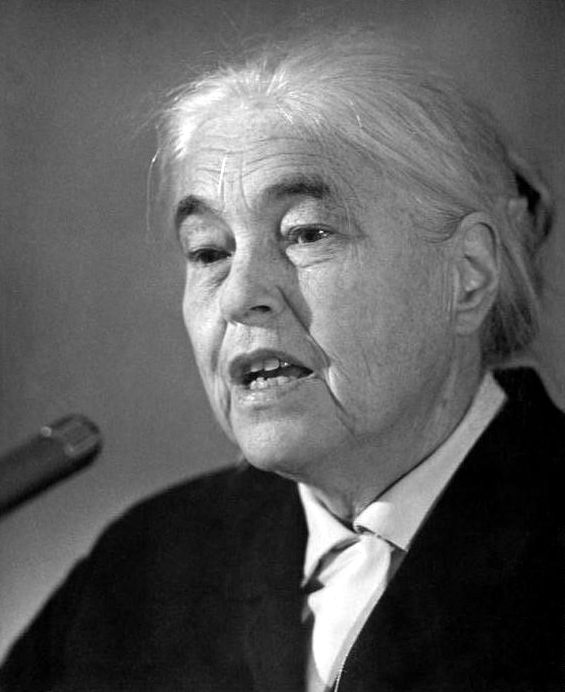
Anna Seghers, 1966

Anna Seghers (* 19. November 1900 in Mainz; † 1. Juni 1983 in Ost-Berlin; gebürtig Annette „Netti“ Reiling, verheiratet als Netty Radványi) war eine deutsche Schriftstellerin und von 1952 bis 1978 Präsidentin des Schriftstellerverbandes der DDR.

## Leben

### Herkunft und Ausbildung
Anna Seghers war das einzige Kind des Mainzer Kunst- und Antiquitätenhändlers Isidor Reiling und seiner Frau Hedwig (geb. Fuld). Ihr Großvater mütterlicherseits war der Frankfurter Rechtsanwalt Salomon Fuld. Der Vater war Mitglied und anteiliger Bauträger der 1879 eingeweihten neuorthodoxen Synagoge in der Flachsmarktstraße. Sie besuchte ab 1907 eine Privatschule, dann ab 1910 die Höhere Mädchenschule in Mainz, das heutige Frauenlob-Gymnasium. Im Ersten Weltkrieg leistete sie Kriegshilfsdienste. 1920 absolvierte sie das Abitur. Anschließend studierte sie in Köln und Heidelberg Geschichte, Kunstgeschichte und Sinologie. 1924 promovierte sie an der Universität Heidelberg mit einer Dissertation über Jude und Judentum im Werk Rembrandts.

### Familiengründung und Anfänge als Autorin
1925 heiratete sie den aus einer jüdischen Familie stammenden ungarischen Soziologen László Radványi, der sich später Johann-Lorenz Schmidt nannte. Mit ihm hatte sie zwei Kinder. Das Ehepaar zog nach Berlin, wo es von 1925 bis 1933 im Bezirk Wilmersdorf wohnte. 1926 wurde der Sohn Peter geboren, der später Pierre Radványi hieß. In der Weihnachtsbeilage 1924 der Frankfurter Zeitung hatte die junge Autorin ihre erste Erzählung Die Toten auf der Insel Djal mit Antje Seghers signiert. Die Erzählung Grubetsch erschien 1927 unter dem Künstlernamen Seghers (ohne Vornamen), worauf Kritiker einen Mann als Autor vermuteten. Das Pseudonym entlieh sie dem von ihr geschätzten niederländischen Radierer und Maler Hercules Seghers (der Name wurde auch Segers geschrieben).
1928 wurde ihre Tochter Ruth († 2010) geboren. In diesem Jahr erschien auch Seghers’ erstes Buch Aufstand der Fischer von St. Barbara unter dem Pseudonym Anna Seghers. Für ihr Erstlingswerk erhielt sie auf Vorschlag von Hans Henny Jahnn noch im selben Jahr den Kleist-Preis. Ebenfalls 1928 trat sie der KPD bei und im folgenden Jahr war sie Gründungsmitglied des Bundes proletarisch-revolutionärer Schriftsteller. 1930 reiste sie erstmals in die Sowjetunion. Nach der Machtergreifung der Nationalsozialisten wurde Anna Seghers kurzzeitig von der Gestapo verhaftet; ihre Bücher wurden in Deutschland verboten und verbrannt. Wenig später konnte sie in die Schweiz fliehen, von wo aus sie sich nach Paris begab.

### Exil
Im Exil arbeitete sie an Zeitschriften deutscher Emigranten mit, unter anderem als Mitglied der Redaktion der Neuen Deutschen Blätter. 1935 war sie eine der Gründerinnen des Schutzverbandes Deutscher Schriftsteller in Paris. Nach dem Beginn des Zweiten Weltkriegs und dem Einmarsch deutscher Truppen in Paris wurde Seghers’ Mann in Südfrankreich im Lager Le Vernet interniert. Anna Seghers gelang mit ihren Kindern die Flucht aus dem besetzten Paris in den von Philippe Pétain regierten Teil Südfrankreichs. Dort bemühte sie sich in Marseille um die Freilassung ihres Mannes sowie um Möglichkeiten zur Ausreise. Erfolg hatten ihre Bemühungen schließlich beim von Gilberto Bosques geleiteten mexikanischen Generalkonsulat, wo Flüchtlingen großzügig Einreisegenehmigungen ausgestellt wurden. Diese Zeit bildete den Hintergrund des Romans Transit (erschienen 1944).

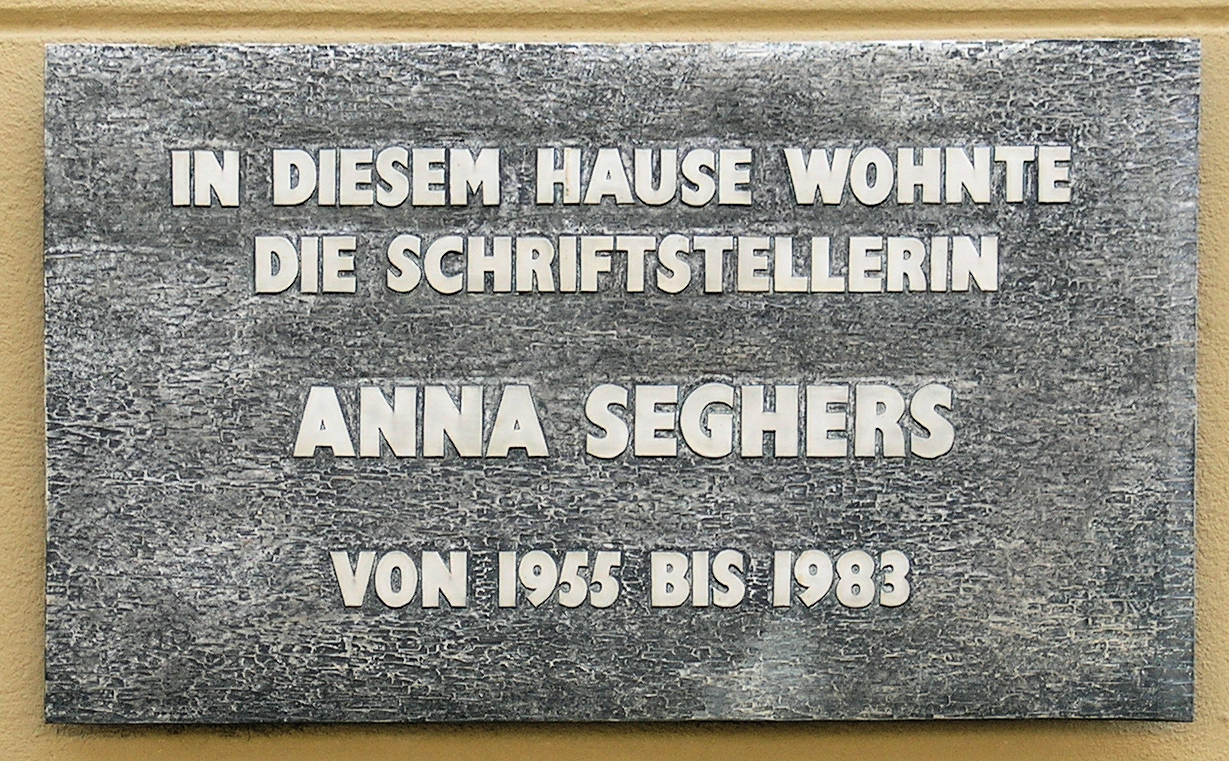
Gedenktafel am Haus Anna-Seghers-Straße 81, in Berlin-Adlershof

Im März 1941 gelang es Seghers, mit ihrer Familie von Marseille nach Martinique auszureisen. Sie gehörte zu den Hunderten von Geflüchteten, die vom Emergency Rescue Committee an Bord eines umgebauten Frachters in Sicherheit gebracht wurden. An Bord der „Capitaine Paul-Lemerle“ befanden sich auch André Breton und seine Frau Jacqueline Lamba, Wifredo Lam, Victor Serge, Claude Lévi-Strauss und Germaine Krull. Über New York und Veracruz wanderte Seghers schließlich nach Mexiko-Stadt aus. Ihr Mann fand dort Anstellung, erst an der Arbeiter-Universität, später auch an der Nationaluniversität. Anna Seghers gründete den antifaschistischen Heinrich-Heine-Klub, dessen Präsidentin sie wurde. Gemeinsam mit Ludwig Renn rief sie die Bewegung Freies Deutschland ins Leben und gab deren gleichnamige Zeitschrift heraus, in der unter anderem ihr Text Ein Mensch wird Nazi (1943) erschien. 1942 erschien ihr Roman Das siebte Kreuz – in einer englischen Ausgabe in den USA und auf Deutsch in Mexiko im Exil-Verlag El libro libre (Das freie Buch). Im Juni 1943 erlitt Anna Seghers bei einem Verkehrsunfall schwere Verletzungen, die einen langen Krankenhausaufenthalt notwendig machten. 1944 verfilmte Fred Zinnemann Das siebte Kreuz – der Erfolg von Buch und Film machten Anna Seghers weltberühmt; nach ihrem Tod machte Hans Werner Henze diesen Roman 1996 in einer Nachdichtung von Hans-Ulrich Treichel zur Grundlage seiner 9. Sinfonie.

### Leben in der DDR
1947 verließ Seghers Mexiko und kehrte nach Berlin zurück, wo sie anfangs als Mitglied der Sozialistischen Einheitspartei Deutschlands in West-Berlin lebte. Auf dem Ersten Deutschen Schriftstellerkongress im Oktober 1947 hielt sie eine viel beachtete Rede über das Exil und den Freiheitsbegriff. In diesem Jahr wurde ihr der Georg-Büchner-Preis verliehen. 1950 zog sie nach Ost-Berlin und wurde zum Mitglied des Weltfriedensrates und zum Gründungsmitglied der Deutschen Akademie der Künste berufen. Im Jahr 1951 erhielt sie den Nationalpreis der DDR und unternahm eine Reise in die Volksrepublik China. 1952 wurde sie Präsidentin des Schriftstellerverbandes der DDR und blieb es bis 1978. 1955 zogen Anna Seghers und ihr Mann in die Volkswohlstraße 81 (seit 1984 Anna-Seghers-Straße) in Berlin-Adlershof, wo sie bis zu ihrem Tod wohnten. Seit dem Ende des 20. Jahrhunderts befindet sich in der Wohnung das Anna-Seghers-Museum zu Leben und Werk der Autorin.

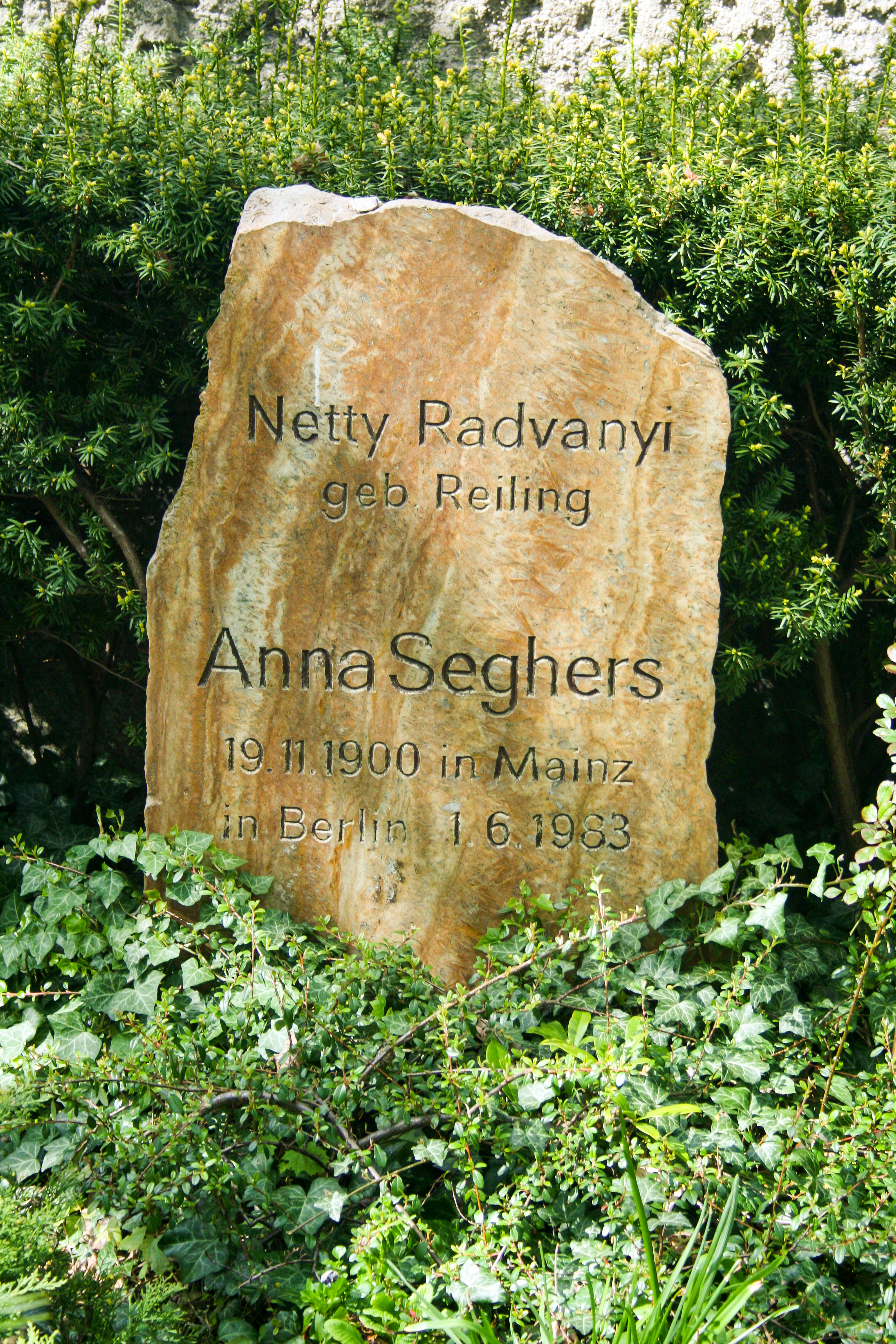
Grab von Anna Seghers auf dem Dorotheenstädtischen Friedhof in Berlin.

Als 1957 Walter Janka, dem Leiter des Aufbau-Verlages, der ihre Bücher verlegte, wegen angeblicher „konterrevolutionärer Verschwörung“ der Prozess gemacht wurde, nahm Anna Seghers dazu nicht öffentlich Stellung. Beim Ausschluss von Heiner Müller aus dem Schriftstellerverband im Jahre 1961 stimmte sie dagegen.
1975 wurden ihr der Kulturpreis des Weltfriedensrates sowie die Ehrenbürgerschaft von (Ost-)Berlin verliehen. 1978 trat sie als Präsidentin des Schriftstellerverbandes zurück und wurde dessen Ehrenpräsidentin. Im selben Jahr starb ihr Mann. Im Jahre 1979 schwieg Anna Seghers zu den Ausschlüssen von neun kritischen Autoren aus dem Schriftstellerverband. 1981 wurde ihr die Ehrenbürgerwürde ihrer Geburtsstadt Mainz verliehen.
Sie starb am 1. Juni 1983 und wurde, nach einem Staatsakt in der Akademie der Künste der DDR, auf dem Dorotheenstädtischen Friedhof in Berlin beigesetzt.

## Darstellung in der bildenden Kunst der DDR
- Walter Arnold: Anna Seghers (1952, Porträtbüste, Bronze)[10]
- Sabine Grzimek: Anna Seghers (1968/1969, Guss 1986, Porträtbüste, Bronze; Kunstarchiv Beeskow)
- Doris Kahane: Anna Seghers (1968, Lithografie)[11]

## Werke
Die frühen Werke Anna Seghers’ können der Neuen Sachlichkeit zugeordnet werden. In der Exilliteratur spielte sie nicht nur als Organisatorin eine wichtige Rolle, sondern schrieb mit Transit und Das siebte Kreuz auch zwei der literarisch bedeutendsten Romane dieser Zeit. Ihre späteren, in der DDR erschienenen Romane sind dem Sozialistischen Realismus verpflichtet. 
- Werkausgabe. Hrsg. von Helen Fehervary, Bernhard Spies, Carsten Jakobi. Aufbau Verlag, Berlin 2000ff. [Kritisch ediert und kommentiert. Geplant: 24 Bände].
- Jude und Judentum im Werke Rembrandts. Dissertation 1924. Als Netty Reiling.
Buchausgabe: Reclam Verlag, Leipzig 1980, DNB 820496839.
- Aufstand der Fischer von St. Barbara. Gustav Kiepenheuer Verlag, Potsdam 1928, DNB 576145823 (188 S.).
Neuausgabe: Aufbau Taschenbuch, Berlin 2018, ISBN 978-3-7466-3477-7
- Die Wellblech-Hütte. In: 24 neue deutsche Erzähler. Gustav Kiepenheuer Verlag, Potsdam 1929, DNB 573046905.
- Auf dem Wege zur amerikanischen Botschaft und andere Erzählungen. Gustav Kiepenheuer Verlag, Potsdam 1930, DNB 576146684 (285 S.). Enthält u. a.: Grubetsch, Die Ziegler und Bauern von Hruschowo.
Neuausgabe: Georg Olms Verlag, Hildesheim 2008, ISBN 978-3-487-13617-2.
- Die Gefährten. Gustav Kiepenheuer Verlag, Potsdam 1932, DNB 576145963 (318 S., Volltext bei Nemesis - Sozialistisches Archiv für Belletristik).
Werkausgabe: Aufbau Verlag, Berlin 2022, ISBN 978-3-351-03456-6
- Der Kopflohn. Roman aus einem deutschen Dorf im Spätsommer 1932. Querido Verlag, Amsterdam 1933, DNB 992840732 (265 S.).
Werkausgabe: Aufbau Verlag, Berlin 2021, ISBN 978-3-351-03452-8
- Der letzte Weg des Koloman Wallisch. In: Neue deutsche Blätter. Nr. 7. Prag 1934.
- Der Weg durch den Februar. Roman. Edition du Carrefour, Paris 1935, DNB 992842581 (295 S.).
Neuausgabe: marsyas verlag, Wien 2024, ISBN 978-3-903469-07-5.
- Der Prozess der Jeanne d’Arc zu Rouen 1431. Ein Hörspiel. In: Internationale Literatur. Band 7, Nr. 5. Moskau 1937, DNB 1039810799 (Digitalisat der Deutschen Nationalbibliothek (DNB)).
- Das Geldstück. In: Internationale Literatur. Band 7, Nr. 9. Moskau 1937, DNB 1039812155 (Digitalisat der DNB).
- Wir denken an das Sowjetland. In: Internationale Literatur. Band 7, Nr. 11. Moskau 1937, DNB 1039813852 (Digitalisat der DNB).
- Die Rettung. Roman. Querido Verlag, Amsterdam 1937, DNB 99284083X (511 S., Digitalisat der DNB).
Werkausgabe: Aufbau Verlag, Berlin 2024, ISBN 978-3-351-03453-5.
- Illegales Legal. In: Der deutsche Schriftsteller. Nr. 11. Paris 1938, DNB 1039713513 (Digitalisat der DNB).
- Helene Weigel spielt in Paris. In: Internationale Literatur. Band 8, Nr. 4. Moskau 1938, DNB 1039815359 (Digitalisat der DNB).
- Sagen von Artemis. In: Internationale Literatur. Band 8, Nr. 9. Moskau 1938, DNB 103981641X (Digitalisat der DNB).
- Die schönsten Sagen vom Räuber Woynok. In: Das Wort. Moskau Juni 1938.
- Reise ins Elfte Reich. In: Die neue Weltbühne. Paris Februar 1939.
- Das Obdach. In: Freies Deutschland. Mexiko-Stadt November 1941 (Digitalisat der DNB).
- Das siebte Kreuz. Roman aus Hitler-Deutschland. El libro libre, Mexiko-Stadt 1942, DNB 576146145 (468 S.).
Neuausgabe: Aufbau Taschenbuch, Berlin 2018, ISBN 978-3-7466-3469-2.
- Ein Mensch wird Nazi. In: Freies Deutschland. Mexiko-Stadt März 1943.
- Transit. Little, Brown & Co., Boston (MA) 1944, DNB 362351570 (englisch, 312 S.). Deutschsprachige Erstausgabe: Curt Weller & Co., Konstanz 1948
Neuausgabe: Aufbau Taschenbuch, Berlin 2020, ISBN 978-3-7466-3787-7
- Die Unschuldigen. In: Internationale Literatur. Band 15, Nr. 10. Moskau 1945, DNB 1039835929 (Digitalisat der DNB).
- Der Ausflug der toten Mädchen und andere Erzählungen. Aurora Verlag, New York (NY) 1946, DNB 454638280 (126 S.).
Enthält auch: Post ins Gelobte Land, Das Ende und Die Saboteure
Neuausgabe: Aufbau Taschenbuch, Berlin 2018, ISBN 978-3-7466-3470-8.
- Die drei Bäume. In: Freies Deutschland. Mexiko-Stadt Juni 1946.
- Die Rettung. Roman. Aufbau Verlag, Berlin 1947, DNB 454638736 (479 S.).
Werkausgabe: Aufbau Verlag, Berlin 2024, ISBN 978-3-351-03453-5.
- Das Argonautenschiff. In: Sinn und Form. Nr. 6, 1948.
- Die Toten bleiben jung. Roman. Aufbau Verlag, Berlin 1949, DNB 57614648X (652 S.).
- Die Hochzeit von Haiti. 2 Novellen. Aufbau Verlag, Berlin 1949, DNB 831217553 (140 S.).
Enthält auch: Wiedereinführung der Sklaverei in Guadeloupe.
- Die Linie. 3 Erzählungen. Aufbau Verlag, Ost-Berlin 1950, DNB 57614634X (63 S.).
- Die Kinder. 3 Erzählungen. Aufbau Verlag, Ost-Berlin 1951, DNB 454638531 (61 S.).
- Crisanta. Mexikanische Novelle (= Insel-Bücherei. Nr. 99/4). Insel Verlag, Leipzig 1951, DNB 454638329 (54 S.).
- Der Mann und sein Name. Erzählung. Aufbau Verlag, Ost-Berlin 1952, DNB 454638701 (161 S.).
- Frieden der Welt. Ansprachen und Aufsätze. 1947-1953. Aufbau Verlag, Ost-Berlin 1953, DNB 454638183 (168 S.).
- Der erste Schritt. Erzählung. Aufbau Verlag, Ost-Berlin 1953, DNB 576146439 (128 S.).
- Der Bienenstock. Ausgewählte Erzählungen in 2 Bänden. Aufbau Verlag, Ost-Berlin 1953, DNB 56091637X.
Enthält u. a.: Der Führerschein, Die Stoppuhr, Das Viereck.
- Brot und Salz. 3 Erzählungen. Aufbau Verlag, Ost-Berlin 1958, DNB 454638310 (149 S.).
- Die Entscheidung. Roman. Teil 1. Aufbau Verlag, Ost-Berlin 1959, DNB 454638361 (596 S.).
- Die Entscheidung. Roman. Teil 2. Aufbau Verlag, Ost-Berlin 1961, DNB 454638396 (273 S.).
Werkausgabe: Aufbau Verlag, Berlin 2003, ISBN 978-3-351-03457-3.
- Das Licht auf dem Galgen. Eine karibische Geschichte aus der Zeit der Französischen Revolution. Aufbau Verlag, Ost-Berlin 1961, DNB 454638698 (135 S.).
- Über Tolstoi; Über Dostojewskij. Aufbau Verlag, Ost-Berlin 1963, DNB 454638779 (121 S.).
- Die Kraft der Schwachen. 9 Erzählungen. Aufbau Verlag, Ost-Berlin/Weimar 1965, DNB 454638558 (181 S.).
- Geschichten von heute und gestern. Illustrationen: Renate Jessel. Kinderbuchverlag, Ost-Berlin 1966, DNB 458923877 (290 S.).
- Das wirkliche Blau. Eine Geschichte aus Mexiko. Aufbau Verlag, Ost-Berlin/Weimar 1967, DNB 458924164 (106 S.).
- Das Vertrauen. Roman. Aufbau Verlag, Ost-Berlin/Weimar 1968, DNB 458924148 (454 S.).
- Glauben an Irdisches. Essays aus 4 Jahrzehnten. Hrsg.: Christa Wolf. Reclam Verlag, Leipzig 1969, DNB 36462048X (398 S.).
- Aufstellen eines Maschinengewehrs im Wohnzimmer der Frau Kamptschik. Erzählungen. Nachwort: Christa Wolf. Luchterhand Verlag, Neuwied/West-Berlin 1970, DNB 458923915 (164 S.).
- Briefe an Leser. (Präsent zum 70. Geburtstag der Anna Seghers). Aufbau Verlag, Ost-Berlin/Weimar 1970, DNB 730263371 (87 S.).
- Über Kunstwerk und Wirklichkeit. Akademie-Verlag, Ost-Berlin.
  - Teil 1: Die Tendenz in der reinen Kunst. 1970, DNB 458924105 (344 S.).
  - Teil 2: Erlebnis und Gestaltung. 1971, DNB 458924113 (271 S.).
  - Teil 3: Für den Frieden der Welt, 1971, DNB 720033136 (343 S.).
  - Teil 4: Ergänzungsband, 1979, DNB 205829619 (281 S.).
- Überfahrt. Eine Liebesgeschichte. Aufbau Verlag, Ost-Berlin/Weimar 1971, DNB 576146609 (175 S.).
Neuausgabe: Faber & Faber, Leipzig 2001, ISBN 978-3-932545-70-2.
- Sonderbare Begegnungen. Aufbau Verlag, Ost-Berlin/Weimar 1973, DNB 730330567 (147 S.).
Enthält: Sagen von Unirdischen, Der Treffpunkt, Die Reisebegegnung
- Steinzeit, Wiederbegegnung. 2 Erzählungen. Aufbau Verlag, Ost-Berlin/Weimar 1977, DNB 780037162 (122 S.).
- Drei Frauen aus Haiti. Illustrationen: Günther Lück. Aufbau Verlag, Ost-Berlin/Weimar 1980, DNB 810059762 (98 S.).
- Aufsätze, Ansprachen, Essays. Teil 1: 1927-1953. Aufbau Verlag, Ost-Berlin/Weimar 1980, DNB 810372371 (460 S.).
- Aufsätze, Ansprachen, Essays. Teil 2: 1954-1979. Aufbau Verlag, Ost-Berlin/Weimar 1980, DNB 810372398 (499 S.).

### Postume Veröffentlichungen
- Die Toten auf der Insel Djal. Aufbau Verlag, Ost-Berlin/Weimar 1985, DNB 860314359 (106 S., Manuskript von 1926).
- Der gerechte Richter. Eine Novelle. Aufbau Verlag, Ost-Berlin/Weimar 1990, ISBN 3-351-01787-1 (80 S., Manuskript von 1950).
Neuausgabe: Aufbau Taschenbuch, Berlin 2000, ISBN 3-7466-5178-6
- Jans muß sterben. Aufbau Verlag, Berlin 2000, ISBN 3-351-03499-7 (89 S., Manuskript von 1925).
- Und ich brauch doch so schrecklich Freude. Hrsg.: Christiane Zehl Romero. Aufbau Verlag, Berlin 2003, ISBN 3-351-03496-2 (111 S.).
Enthält: Die Legende von der Reue des Bischofs Jehan d’Aigremont von St. Anne in Rouen. Manuskript von 1924.
- Das dicht besetzte Leben. Briefe, Gespräche und Essays. Mit Christa Wolf. Hrsg.: Angela Drescher. Aufbau Taschenbuch, Berlin 2003, ISBN 3-7466-1424-4 (236 S.).
- Briefe. 1924–1952. (Ich erwarte Eure Briefe wie den Besuch der besten Freunde). Hrsg.: Christiane Zehl Romero, Almut Giesecke. Aufbau Verlag, Berlin 2008, ISBN 978-3-351-03473-3.
- Briefe. 1953–1983. (Tage wie Staubsand). Hrsg.: Christiane Zehl Romero, Almut Giesecke. Aufbau Verlag, Berlin 2010, ISBN 978-3-351-03474-0.
- Die Feier. Dramenfragment. In: Sinn und Form. Nr. 6, 2014, S. 785–791 (Manuskript von 1947).[12]
- Mit einer Flügeltür ins Freie fliegen. Gespräche. Mit Achim Roscher. Neues Leben, Berlin 2019, ISBN 978-3-355-01884-5 (185 S.).

## Verfilmungen
- Der Aufstand der Fischer (Regie: Erwin Piscator, 1934 UdSSR)
- Das siebte Kreuz (Regie: Fred Zinnemann, 1944 USA)
- Die Toten bleiben jung (Regie: Joachim Kunert, 1968)
- Das Duell (Regie: Joachim Kunert, 1969)
- Aus unserer Zeit (Episode 2, 1970)
- Die große Reise der Agathe Schweigert (Regie: Joachim Kunert, 1972)
- Das Schilfrohr (Regie: Joachim Kunert, 1974)
- Das Licht auf dem Galgen (Regie: Helmut Nitzschke, 1976)
- Die Tochter der Delegierten (Regie: Wojciech Fiwek, 1977)
- Das Obdach (Regie: Ursula Schmenger, Hannes Wlasinger, 1981)
- Der Mann und sein Name (Regie: Vera Loebner, 1983)
- Die Überfahrt (Regie: Fritz Bornemann, 1984)
- Das wirkliche Blau (Regie: Christa Mühl, 1986)
- Der Aufstand der Fischer von St. Barbara (Regie: Thomas Langhoff, 1988)
- Der gerechte Richter (Regie: Torsten C. Fischer, 2000)
- Transit (Regie: Christian Petzold, 2018)

## Hörbücher
- Jans muss sterben. Mit Hannelore Hoger. Der Audio Verlag, 2000, ISBN 3-89813-119-X.
- Der Ausflug der toten Mädchen. Autorenlesung. Der Audio Verlag, 2008, ISBN 978-3-89813-751-5.
- Aufstand der Fischer von St. Barbara. Komplettlesung mit Ulrike Krumbiegel. Der Audio Verlag, 2008, ISBN 978-3-89813-755-3.
- Das siebte Kreuz. Ungekürzte Lesung mit Martin Wuttke. Der Audio Verlag, 2015, ISBN 978-3-86231-588-8.

## Hörspiele
- 1950: Der Prozess der Jeanne d’Arc zu Rouen 1431 – Regie: Herwart Grosse (Deutschlandsender)
- 1955: Das siebte Kreuz – Regie:Hedda Zinner (Rundfunk der DDR)
- Transit. Mit Peter Lieck, Christoph Lindert, Heta Mantscheff, Karl Michael Vogler, Heidy Forster, Alexander Costa, Drew Lucas, Anneliese Meier, Eduard Linkers, Daniel Hauptmann, Marlies Compere, Hannes Seebauer. Der Audio Verlag, 2007, ISBN 978-3-89813-683-9.

## Preise
- 1928: Kleist-Preis[13]
- 1947: Georg-Büchner-Preis
- 1951: Stalin-Friedenspreis[14]

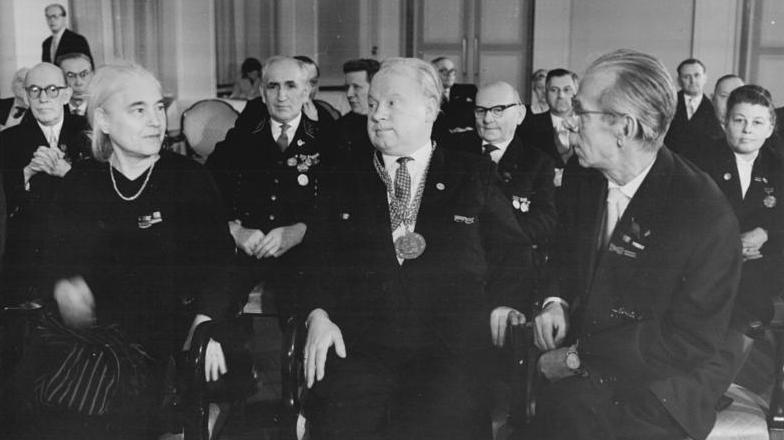
Verleihung des Vaterländischen Verdienstordens in Gold 1960 an Anna Seghers, hier mit Rektor Schröder und Otto Nagel (r.)

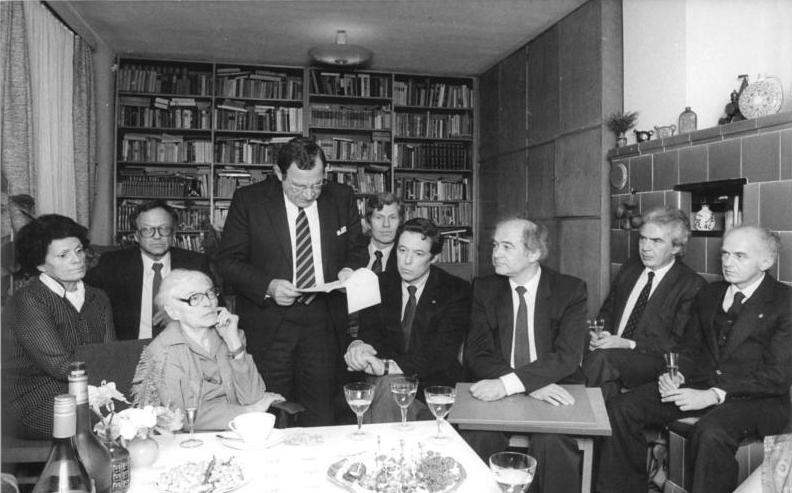
Bild und Text aus dem Bundesarchiv: Anna Seghers wurde die Ehrenbürgerschaft der Stadt Mainz verliehen. Aus diesem Anlass waren in ihrer Berliner Wohnung (v. r. n. l.) Klaus Höpcke, Stellvertreter des Ministers für Kultur der DDR; Manfred Harder, Präsident der Gutenberg-Universität Mainz; Bürgermeister Anton Maria Keim, Klaus Bölling, Ständiger Vertreter der BRD in der DDR, Herman-Hartmut Weyel (SPD-Fraktionsvorsitzender in Mainz); Oberbürgermeister Jockel Fuchs (stehend), Günter Storch (FDP-Fraktionsvorsitzender in Mainz), Frau Fuchs und andere Persönlichkeiten anwesend. (1981)

- 1951: Nationalpreis der DDR (weitere 1959, 1971)
- 1954: Vaterländischer Verdienstorden in Silber
- 1958: Deutsche Friedensmedaille
- 1959: Verleihung der Ehrendoktorwürde Dr. phil. h. c. der Universität Jena
- 1960: Vaterländischer Verdienstorden in Gold
- 1961: Johannes-R.-Becher-Medaille des Kulturbundes
- 1965: Karl-Marx-Orden (weitere 1969, 1974)
- 1970: Orden des Roten Banners der Arbeit[15]
- 1970: Stern der Völkerfreundschaft
- 1975: Großer Stern der Völkerfreundschaft
- 1975: Kulturpreis des Weltfriedensrates
- 1975: Ehrenbürgerwürde von Berlin, Hauptstadt der DDR
- 1978: Ehrenpräsidentin des Schriftstellerverbandes
- 1980: Ernennung zum Helden der Arbeit
- 1981: Ehrenbürgerwürde von Mainz
- 1981: das Röhrenwerk Neuhaus am Rennweg (RWN) wird am 01.07. umbenannt in VEB Mikroelektronik „Anna Seghers“ (existiert bis 1990)

## Ehrungen
- In der Nähe ihrer letzten Wohnung – dem Anna-Seghers-Museum[16] in Berlin-Adlershof – befindet sich die Anna-Seghers-Schule.[17]
- In Berlin-Neu-Hohenschönhausen gibt es die Anna-Seghers-Bibliothek.
- Die öffentliche Bibliothek in Mainz wurde nach Anna Seghers benannt; der Platz davor ebenfalls.
- In ihrer Geburtsstadt trägt die Integrierte Gesamtschule (IGS) Anna Seghers Mainz seit 2005 ihren Namen.[18]
- In mehreren deutschen Städten sind Straßen nach ihr benannt.

### Belletristische Darstellung
- Robert Cohen: Anna Seghers im Garten von Jorge Amado. Faber & Faber, Leipzig 2021, ISBN 978-3-86730-211-1.